# Donald Dunn
Donald Dunn, detto Duck (Memphis, 24 novembre 1941 – Tokyo, 13 maggio 2012), è stato un bassista, produttore discografico e cantautore statunitense, noto per essere uno dei membri della band di Booker T. & the MG's e successivamente della Blues Brothers Band.

## Biografia
Cresciuto a Memphis, fa presto conoscenza con il coetaneo Steve Cropper con cui condividerà fin dall'adolescenza la passione e la carriera musicale. Infatti mentre frequentavano la Messick High School erano già membri del gruppo The Mar-keys, con i quali hanno registrato nel 1961 il loro primo singolo Last Night.
Ha collaborato anche al disco blues Fathers & Sons di Muddy Waters, con una super-band riunita per l'occasione (Donald "Duck" Dunn al basso, Muddy Waters chitarra e voce, Otis Spann al piano, Paul Butterfield all'armonica, Mike Bloomfield alla chitarra, Sam Lay alla batteria). È stato uno dei primi musicisti di riferimento di Jaco Pastorius.
Nel 1978 venne scelto assieme a Steve Cropper per la formazione della Blues Brothers Band, il gruppo che accompagnava le esibizioni dei Blues Brothers (i comici e cantanti John Belushi e Dan Aykroyd) durante il noto show televisivo americano Saturday Night Live; appare anche nel film The Blues Brothers e nel seguito girato 18 anni dopo (Blue Brothers - il mito continua).
Nel 1985 partecipò al Live Aid suonando "Layla" con Eric Clapton e Phil Collins.
È morto la notte del 13 maggio 2012 nel sonno a 70 anni, dopo aver appena terminato un doppio show in Giappone nel pieno del suo tour con l'eterno amico Steve Cropper.

## Discografia

### Booker T & the MG's
- Green Onions (1962)
- Soul Dressing (1965)
- And Now! (1966)
- In the Christmas Spirit (1966)
- Hip Hug-Her (1967)
- Back to Back (1967) [Live]
- Doin' Our Thing (1968)
- Soul Limbo (1968)
- Uptight (1969) [Original Soundtrack]
- The Booker T Set (1969)
- McLemore Avenue (1970)
- Melting Pot (1971)
- Universal Language (1977)
- That's the Way It Should Be (1994)

### Blues Brothers

#### Studio & live
- 1978 - Briefcase Full of Blues
- 1980 - The Blues Brothers: Original Soundtrack Recording
- 1980 - Made in America
- 1990 - Live! in Montreux (The Blues Brothers Band)
- 1992 - Red, White & Blues (The Blues Brothers Band)
- 1997 - Live from Chicago's House of Blues (Blues Brothers and Friends)
- 1998 - Blues Brothers 2000: Original Motion Picture Soundtrack

#### Raccolte
- 1981 - Best of the Blues Brothers
- 1988 - Everybody Needs Blues Brothers
- 1992 - The Definitive Collection
- 1995 - The Very Best of the Blues Brothers
- 1998 - The Blues Brothers Complete
- 2003 - The Essentials
- 2005 - Gimme Some Lovin' & Other Hits

## Filmografia
- Saturday Night Live (1978)
- The Blues Brothers - I fratelli Blues, regia di John Landis (1980)
- Blues Brothers - Il mito continua (Blues Brothers 2000), regia di John Landis (1998)